# República Socialista Soviética de Ucrania
La República Socialista Soviética de Ucrania, abreviado como RSS de Ucrania (en ucraniano: Украї́нська Радя́нська Соціалісти́чна Респу́бліка, Украї́нська РСР; en ruso: Украи́нская Сове́тская Социалисти́ческая Респу́блика, Украи́нская ССР), comúnmente referida como Ucrania Soviética, fue una de las quince repúblicas constituyentes de la antigua Unión Soviética, desde su formación en 1922 hasta su disolución en 1991.
Después de la Revolución de Febrero de 1917, que depuso al zar Nicolás II de Rusia, la Revolución de Octubre, llevada a cabo por los bolcheviques, y el comienzo de la desintegración del Imperio ruso, los bolcheviques ucranianos establecieron una efímera República Soviética Ucraniana. Durante el periodo de la guerra civil (1917-1923), fueron formadas muchas facciones proclamándose a sí mismas como gobiernos, cada una con simpatizantes y detractores. Los dos gobiernos más prominentes fueron el gobierno de la República Popular Ucraniana en Kiev y el gobierno de la República Popular Ucraniana de los Sóviets en Járkov.
La primera fue internacionalmente reconocida siendo firmante del Tratado de Brest-Litovsk entre la Rada Central Ucraniana y los Imperios Centrales, mientras que la segunda era únicamente apoyada por el gobierno de Lenin. Contra ambas combatían las fuerzas del Movimiento Blanco que se encontraban en la región. Este conflicto, conocido como la Guerra de independencia de Ucrania, formaba parte de la Guerra civil rusa y representaba una lucha por la independencia nacional, que terminó con la derrota de la República Popular Ucraniana, siendo su territorio anexado a la República Socialista Soviética de Ucrania (en ucraniano: УРСР). Tras la derrota de la Rusia soviética en la Guerra polaco-soviética, la actual región occidental de Ucrania pasó a formar parte de la Segunda República Polaca. En 1922, la RSS de Ucrania se convirtió en miembro fundador de la Unión Soviética tras la firma del Tratado de Creación de la URSS.
La República Popular Ucraniana de los Sóviets fue fundada entre el 24 y 25 de diciembre de 1917. En sus publicaciones, se nombra a sí misma como la “República de los Sóviets de Diputados de Obreros, Soldados y Campesinos” o como la “República Popular Ucraniana de los Sóviets”. Sin embargo, esa república solo era reconocida por otro estado sin reconocer, la República Socialista Federativa Soviética de Rusia (RSFS de Rusia). Debido a la firma por la Rada Central Ucraniana del Tratado de Brest-Litovsk, fue finalmente vencida a mediados de 1918 y finalmente disuelta. La última sesión del gobierno tuvo lugar en la ciudad de Taganrog. En julio de 1918, los antiguos miembros del gobierno formaron el Partido Comunista (Bolchevique) de Ucrania, cuya asamblea constituyente tuvo lugar en Moscú.
Con la derrota de los Imperios Centrales en la Primera Guerra Mundial, la Rusia bolchevique retomó sus hostilidades hacia la República Popular Ucraniana, que luchaba por la independencia ucraniana, organizando otro gobierno soviético en Kursk, Rusia.
El Segundo Congreso Panucraniano de los Sóviets tuvo lugar en Yekaterynoslav entre el 17 y 19 de marzo de 1918, en el que la República Popular Ucraniana de los Sóviets agrupó todas las formaciones de los soviets en el territorio ucraniano, convirtiéndose en la República Soviética de Ucrania. El 10 de marzo de 1919, de acuerdo con el Tercer Congreso Panucraniano de los Sóviets (que tuvo lugar entre el 6 y 10 de marzo de 1919), el nombre de la República Soviética de Ucrania fue cambiado por el de República Socialista Soviética de Ucrania.
Después de la ratificación de la Constitución Soviética de 1936, los nombres de todas las repúblicas soviéticas fueron cambiados, intercambiando de lugar la segunda palabra (“soviética” o “radyanska” en ucraniano) y la tercera (“socialista”). Según esta situación, el 5 de diciembre de 1936, el Octavo Extraordinario Congreso de los Sóviets de la Unión Soviética cambió el nombre de la república a “República Socialista Soviética de Ucrania” (RSS de Ucrania), que fue ratificado por el Decimocuarto Congreso de los Sóviets en la RSS de Ucrania el 31 de enero de 1937.
A lo largo de sus 72 años de historia, las fronteras de la república cambiaron en ciertas ocasiones. Tras la invasión soviética de Polonia en 1939, la actual región occidental de Ucrania fue segregada de la Segunda República Polaca y anexionada por la Unión Soviética. Así mismo, en 1954, la óblast de Crimea fue cedida a la RSS de Ucrania por la RSFS de Rusia, de acuerdo con el ukaz del Presídium del Sóviet Supremo de la URSS del 19 de febrero de 1954. Entre 1923 y 1934, la ciudad de Járkov fue la capital de la RSS de Ucrania. En 1934, la sede del gobierno fue trasladada hacia la histórica capital Kiev, que permanece como capital de la Ucrania independiente.
Geográficamente, la RSS de Ucrania estaba situada en Europa oriental al norte del mar Negro, siendo bordeada por las repúblicas soviéticas de RSS de Moldavia, RSS de Bielorrusia y RSFS de Rusia. La frontera de la RSS de Ucrania con Checoslovaquia formaba la parte más occidental de la Unión Soviética. Según el censo soviético de 1989, la población de la república constaba de 51 706 746 habitantes. Tras la disolución de la Unión Soviética, en 2001, la población de Ucrania disminuyó hasta los 48 457 000 habitantes.
Desde finales de la década de 1920, Ucrania se vio envuelta en la industrialización soviética y en la década siguiente la producción industrial de la república se cuadruplicó. Sin embargo, la industrialización tuvo un costo alto para los campesinos, que eran demográficamente la columna vertebral de la nación ucraniana. Para satisfacer la demanda de alimentos cada vez mayor del Estado y para financiar la industrialización, Stalin instituyó un programa de colectivización, mediante el cual, el Estado expropiaba las tierras y el ganado de los campesinos y las agrupaba en granjas colectivas, haciendo cumplir esta política por medio de las tropas regulares y la policía secreta. Los miembros de las granjas colectivas no podían recibir grano hasta que se hubieran cumplido unas cuotas inalcanzables y el hambre en la Unión Soviética se hizo generalizada. Entre 1932 y 1933, varios millones murieron a causa de una hambruna provocada por esta política, conocida como Holodomor.
Los tiempos de industrialización y Holodomor también coincidieron con el asalto soviético a líderes de la política y cultura nacional, a menudo acusados de «desviaciones nacionalistas». Dos olas de represión política estalinista y la persecución en la Unión Soviética (1929-1934 y 1936-1938) dieron lugar a la matanza de alrededor de 681 692 personas; esto incluye cuatro quintas partes de la élite cultural ucraniana y tres cuartas partes de los oficiales de alto mando de todo el Ejército Rojo.
La RSS de Ucrania existió hasta el año 1991 y, aunque durante este período de 70 años no existió ningún estado democrático, grupos de nacionalistas ucranianos como la UPA intentaron sin éxito establecer un estado independiente. También hubo movimientos independentistas en otras regiones no controladas por la Unión Soviética, como en la región de Transcarpatia, donde la Ucrania de los Cárpatos existió de manera efímera en 1939, antes de ser anexada por Hungría.
Tras la perestroika y la disolución de la Unión Soviética, la RSS de Ucrania se transformó en el Estado moderno de Ucrania, cuya actual constitución fue ratificada el 28 de junio de 1996.

## Historia

### Fundación 1917-1922
Después de la Revolución de Febrero de 1917, varias facciones buscaron crear un Estado ucraniano independiente, alternativamente cooperando y combatiendo entre ellos. Numerosas facciones socialistas participaron en la formación de la República Popular Ucraniana (RPU) como los bolcheviques, mencheviques, socialistas revolucionarios y otros. La facción más numerosa inicialmente la constituían miembros del Partido Social-Revolucionario Ucraniano (Ukrainian Socialist-Revolutionary Party), que encabezaba el gobierno junto con federalistas y mencheviques. La mayoría del tiempo los bolcheviques boicotearon cualquier iniciativa de gobierno, instigando varias manifestaciones armadas para establecer el poder soviético sin ningún intento de consenso.
Inmediatamente después de la Revolución de Octubre en Petrogrado, los bolcheviques instigaron un levantamiento en Kiev para apoyar a la revolución y asegurar Kiev. Sin embargo, debido a la falta de apoyo adecuado de la población ucraniana y de la Rada Central, el grupo de bolcheviques de Kiev se disolvió. Varios de sus miembros se mudaron a Járkov y recibieron el apoyo de las ciudades ucranianas orientales y de centros industriales. Después, esta decisión fue considerada un error por la secretaria de Interior del Secretariado del Pueblo (en:People's Secretariat) de la República Popular Ucraniana de los Sóviets Yevguenia Bosh. El Secretariado planteó un ultimátum a la Rada Central el 17 de diciembre para que esta reconociera el gobierno bolchevique de Lenin, del cual la Rada era muy crítica. Los bolcheviques convocaron un congreso separado y establecieron la República Popular Ucraniana de los Sóviets el 24 de diciembre de 1917, declarando que la Rada Central y sus simpatizantes necesitaban ser erradicados. Diversos combates se sucedieron contra de la República Popular Ucraniana con el fin de instalar un régimen soviético en el país y, con el apoyo directo de la RSFS de Rusia, las fuerzas nacionales ucranianas fueron prácticamente vencidas. El gobierno de Ucrania apeló a potencias extranjeras para encontrar el apoyo directo de los Imperios Centrales debido a que los gobiernos europeos rechazaban reconocerlo. Después de firmar su propio Tratado de Brest-Litovsk con las potencias Centrales, la Rusia soviética devolvió todos los territorios capturados en Ucrania, siendo los bolcheviques expulsados de Ucrania. La República Soviética de Ucrania fue disuelta tras la última sesión el 20 de noviembre de 1918.
Al final, después de la creación del Partido Comunista (Bolchevique) de Ucrania en Moscú, fue formado un nuevo gobierno bolchevique ucraniano el 21 de diciembre de 1919, iniciando este nuevas hostilidades contra los ucranianos independentistas quienes habían perdido el apoyo militar de los Imperios Centrales vencidos. Finalmente, el Ejército Rojo terminó controlando la mayoría del territorio ucraniano después de la Paz de Riga soviética-polaca. El 30 de diciembre de 1922, mediante la firma del Tratado de Creación de la URSS, la RSS de Ucrania, junto con la RSFS de Rusia, RSS de Bielorrusia y RSFS de Transcaucasia, se convirtió en uno de los miembros fundadores de la Unión de Repúblicas Socialistas Soviéticas.

### Periodo de entreguerras 1922–1939

Bandera de la RSS de Ucrania (prohibida bajo la ley de descomunización en Ucrania de 2015)

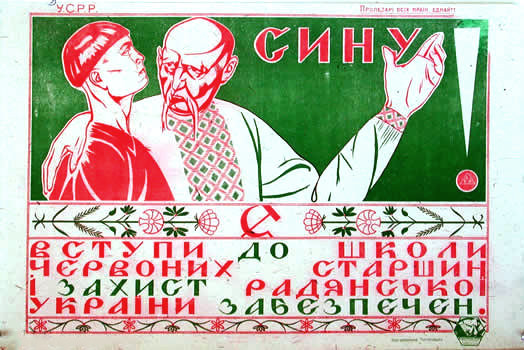
El programa de ucranianización tenía como objetivo fomentar la identidad étnica ucraniana entre la población de Ucrania. Este cartel de reclutamiento de 1921 utiliza la ortografía ucraniana para transmitir este mensaje: «Hijo, únete a la escuela de comandantes rojos y la defensa de la Ucrania soviética estará asegurada».

La revolución que llevó al poder al partido socialista devastó Ucrania, dejando más de 1.5 millones de muertos y cientos de miles sin hogar, además de que la Ucrania soviética tuvo que enfrentarse a la hambruna de 1921. Viendo a la sociedad exhausta, el gobierno soviético siguió siendo muy flexible durante la década de 1920. Así, la cultura nacional y el idioma ucraniano disfrutaron de un renacimiento, ya que la «ucranización» se convirtió en una aplicación local de la política soviética de la korenización (literalmente «indigenización»). Los bolcheviques también se comprometieron a introducir atención a la salud, educación y seguridad social con múltiples beneficios, así como el derecho al trabajo y a la vivienda. Los derechos de la mujer se incrementaron considerablemente a través de nuevas leyes que pretendían eliminar las desigualdades sociales. La mayoría de estas políticas fueron bruscamente suprimidas a comienzos de la década de 1930, después de que Iósif Stalin gradualmente consolidara su poder para convertirse en el líder del Partido Comunista de la URSS y en el dictador de facto de la Unión Soviética.
La idea nacional ucraniana perduró durante los años de entreguerras e incluso se extendió a un gran territorio con una población tradicionalmente mixta en el este y el sur que pasó a formar parte de la república soviética de Ucrania. En esos años, se reservaron varias unidades territoriales nacionales para grupos étnicos no ucranianos. Además de una república autónoma en el oeste para el pueblo moldavo de Ucrania, existían en ese periodo varios raiones nacionales, que incluían ocho rusos, siete alemanes, cuatro griegos, cuatro búlgaros, tres judíos y uno polaco.
El sistema educativo basado en el idioma ucraniano, que se desarrolló rápidamente, elevó drásticamente la alfabetización de la población rural de habla ucraniana. Simultáneamente, los ucranianos étnicos recién alfabetizados emigraron a las ciudades, que rápidamente se ucranizaron en gran medida, tanto en población como en educación. Igualmente expansivo fue un aumento en las publicaciones en idioma ucraniano y la emergencia general de la vida cultural ucraniana.
Al mismo tiempo, se alentó continuamente el uso del ucraniano en el lugar de trabajo y en los asuntos gubernamentales, ya que se implementó el reclutamiento de cuadros indígenas como parte de las políticas de korenización. Si bien inicialmente, el aparato del partido y del gobierno era mayoritariamente de habla rusa, a fines de la década de 1920, los ucranianos étnicos componían más de la mitad de los miembros del Partido Comunista de la RSS de Ucrania, el número se fortaleció con la adhesión del Partido Ucraniano Socialista-Revolucionario Borotbista, un antiguo partido comunista independentista y no bolchevique.
A pesar de la campaña antirreligiosa en curso en toda la Unión Soviética, se creó la iglesia ortodoxa nacional ucraniana, llamada Iglesia ortodoxa autocéfala ucraniana (UAOC). El gobierno bolchevique inicialmente vio a la iglesia nacional como una herramienta en su objetivo de reprimir a la Iglesia Ortodoxa Rusa, siempre vista con gran sospecha por parte del régimen, por ser la piedra angular del Imperio ruso prerrevolucionario y la fuerte oposición inicial que tuvo hacia el cambio de régimen. Por lo tanto, el gobierno toleró la nueva iglesia nacional ucraniana durante algún tiempo y la UAOC ganó muchos seguidores entre el campesinado ucraniano.
El cambio en las políticas económicas soviéticas hacia la industrialización acelerada estuvo marcado por la introducción en 1928 del primer Plan Quinquenal de Iósif Stalin. La industrialización provocó una transformación económica y social espectacular en la Ucrania tradicionalmente agrícola. En las primeras fases, la producción industrial de Ucrania se cuadruplicó y la república experimentó un desarrollo industrial récord. La afluencia masiva de la población rural a los centros industriales aumentó la población urbana del 19 % al 34 %.

#### Colectivización soviética

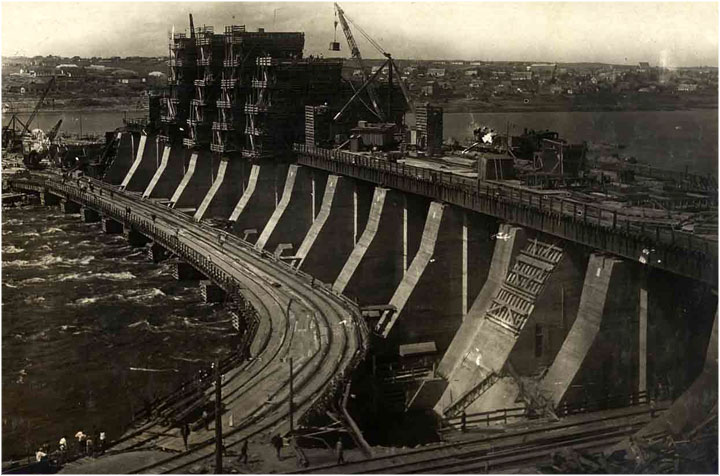
Una foto de 1934 de la Estación Hidroeléctrica Dniéper, un peso pesado de la industrialización soviética en Ucrania.

Víctimas del Holodomor en la ciudad de Járkov, 1933.

Sin embargo, la industrialización tuvo un alto costo para el campesinado, demográficamente la columna vertebral de la nación ucraniana. Para satisfacer la necesidad del estado de aumentar el suministro de alimentos y financiar la industrialización, Stalin instituyó un programa de colectivización de la agricultura, que afectó profundamente a Ucrania, a menudo denominada el «granero de la URSS». A fines de la década de 1920 y principios de la de 1930, el estado reunió las tierras y los animales de los campesinos en granjas colectivas. Esta política se aplicó partir de 1929, utilizando tropas regulares y policía secreta para confiscar tierras y materiales cuando fue necesario.
Muchos resistieron y se produjo una lucha desesperada del campesinado contra las autoridades. Algunos sacrificaron su ganado en lugar de entregarlo a las granjas colectivas. Los campesinos más ricos fueron etiquetados como «kuláks», enemigos del estado. Decenas de miles fueron ejecutados y unas cien mil familias fueron deportadas a Siberia y la RSS de Kazajistán.
La colectivización forzosa tuvo un efecto devastador en la productividad agrícola. A pesar de esto, en 1932 el gobierno soviético aumentó las cuotas de producción de Ucrania en un 44 %, asegurando que no se pudieran cumplir. La ley soviética requería que los miembros de una granja colectiva no recibieran grano hasta que se cumplieran las cuotas del gobierno. En muchos casos, las autoridades exigieron niveles tan altos de adquisiciones de las granjas colectivas que la hambruna se generalizó.
La hambruna soviética de 1932-1933, llamada Holodomor en ucraniano, se cobró hasta diez millones de vidas ucranianas cuando el régimen de Stalin eliminó por la fuerza las existencias de alimentos de los campesinos por parte de la policía secreta de la NKVD. Como en otros lugares, es posible que nunca se conozca con precisión el número exacto de muertes por inanición en Ucrania. Dicho esto, los estudios demográficos más recientes sugieren que más de cuatro millones de ucranianos perecieron solo en los primeros seis meses de 1933, cifra que aumenta si se incluyen también las pérdidas de población de 1931, 1932 y 1934, junto con las de los territorios adyacentes habitados principalmente por ucranianos (pero políticamente parte de la República Socialista Federativa Soviética de Rusia), como el Kubán.
La Unión Soviética suprimió la información sobre esta hambruna, y hasta la década de 1980 solo admitió que hubo algunas dificultades debido al sabotaje de los kulak y al mal tiempo. Los no soviéticos sostienen que la hambruna fue un acto de genocidio evitable y deliberado.
Los tiempos de industrialización y colectivización también provocaron una amplia campaña contra la «desviación nacionalista», que en Ucrania se tradujo en un asalto a la élite política y cultural nacional. La primera ola de purgas entre 1929 y 1934 apuntó a la generación revolucionaria del partido que en Ucrania incluía a muchos partidarios de la ucranización. La siguiente ola de purgas políticas de 1936-1938 eliminó gran parte de la nueva generación política que reemplazó a los que perecieron en la primera ola y redujo a la mitad la membresía del Partido Comunista de la RSS de Ucrania.
El liderazgo político ucraniano purgado fue reemplazado en gran parte por el cuadro enviado desde Rusia que también fue «rotado» en gran medida por las purgas de Stalin. Cuando se detuvieron las políticas de ucranización (1931) y se reemplazaron por una rusificación masiva, aproximadamente cuatro quintas partes de la élite cultural ucraniana, intelectuales, escritores, artistas y clérigos, fueron «eliminados», ejecutados o encarcelados en la década siguiente. Los arrestos masivos de la jerarquía y el clero de la Iglesia Ortodoxa Autocéfala Ucraniana culminaron con la liquidación de la iglesia en 1930.

### Segunda Guerra Mundial 1939–1945

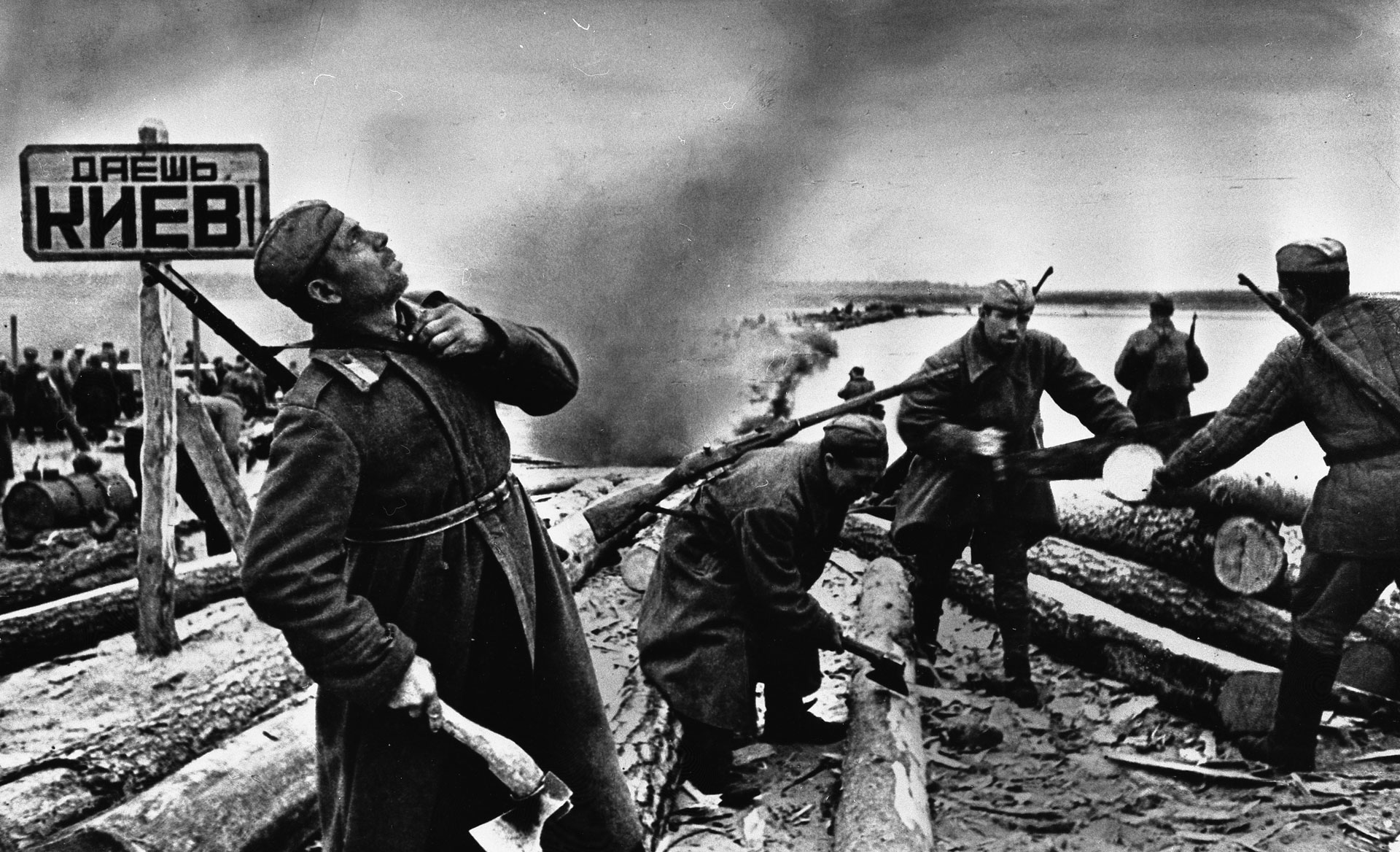
Soldados soviéticos preparan un puente de pontones para cruzar el Dniéper durante la Batalla del Dniéper (1943). El letrero dice «¡Toma Kiev!».

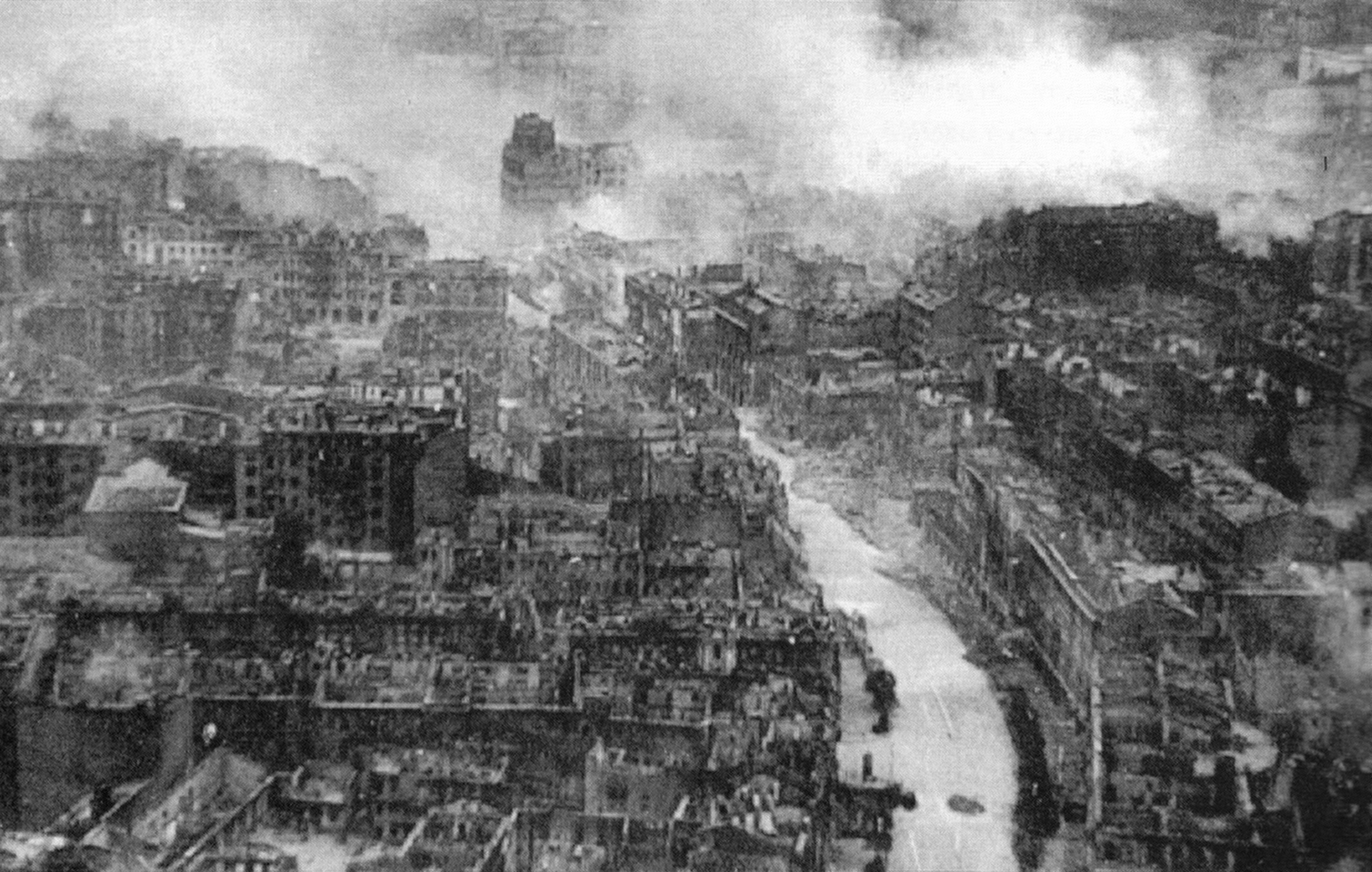
Edificios quemados en Kiev durante la Segunda Guerra Mundial.

El 23 de agosto de 1939, en Moscú, los ministros de relaciones exteriores de la Unión Soviética, Viacheslav Mólotov y la Alemania nazi, Joachim von Ribbentrop, firmaron un Tratado de no Agresión acompañado de un protocolo adicional secreto sobre la división de Europa del Este: el Pacto Ribbentrop-Mólotov. El 1 de septiembre, los ejércitos alemanes cruzaron la frontera polaca, Francia y el Reino Unido entraron en la guerra al bando de Polonia; este fue el comienzo de la Segunda Guerra Mundial. El 17 de septiembre, las tropas soviéticas cruzaron la frontera polaca desde el este. De acuerdo con el protocolo adicional secreto, Polonia Occidental se convertía en un área de interés alemán y la Unión Soviética recuperaba todas las tierras del Imperio ruso, recibía Galicia y anexionaba Besarabia y el norte de Bucovina. 
Tras la invasión soviética de Polonia en septiembre de 1939, las tropas alemanas y soviéticas se repartieron el territorio polaco. Por lo tanto, Galicia y Volinia con su población mayoritariamente ucraniana volvieron a unirse con el resto de Ucrania. La unificación de los territorios ucranianos, alcanzada por primera vez en su historia, fue un acontecimiento decisivo en la historia de la nación. Conforme a un Tratado entre la URSS y la Tercera República Checoslovaca, firmado el 29 de junio de 1945, la región de la Rutenia subcarpática, era traspasada a la RSS de Ucrania, convirtiéndose en la actual óblast de Zakarpatia. Luego, después de que Francia se rindiera a Alemania, Rumania cedió Besarabia y el norte de Bucovina a las demandas soviéticas. La República Socialista Soviética de Ucrania incorporó los distritos norte y sur de Besarabia, el norte de Bucovina y, además, la región de Hertsa ocupada por los soviéticos, pero cedió la parte occidental de la RASS de Moldavia a la RSS de Moldavia recién creada. Todas estas conquistas territoriales fueron reconocidas internacionalmente por los Tratados de Paz de París de 1947.
El 22 de junio de 1941, formado la Operación Barbarroja para derrotar a la Unión Soviética y ganar el territorio estratégico, los ejércitos de la Alemania nazi se lanzaron a la ofensiva contra las tropas soviéticas a lo largo de toda la frontera y formó el Frente Oriental. Los batallones del ejército sur fue enviado a Ucrania, el número de tropas y equipamiento soviético estaba igualado respecto al ejército alemán, pero el factor sorpresa llevó a un rápido y feroz avance por parte de Alemania. Los alemanes, utilizando las tácticas de guerra relámpago perfeccionadas en los países europeos, avanzaron rápidamente en unidades mecanizadas hacia la retaguardia de las tropas soviéticas, rodeando ejércitos enteros. Después de romper la contraofensiva de los tanques soviéticos en el área de Lutsk, las tropas alemanas estuvieron cerca de Kiev en unas pocas semanas. En septiembre, casi todo el frente sudoccidental soviético, 660 000 soldados, fue mandado a campos de concentración. Después de una defensa de tres meses en octubre, las tropas alemanas aliadas capturaron Odesa. En noviembre comenzó el asedio de Sebastopol, que atrajo a parte de las tropas alemanas hacia el Cáucaso.
Las fuerzas de ocupación alemanas anexaron las antiguas tierras austrohúngaras y formaron el Comisariado Imperial de Ucrania con su capital en Rivne y gobernado por Erich Koch. Las tierras al oeste del río Dniéster fueron cedidas a Rumania como Transnistria, el resto del territorio de Ucrania estaba bajo el control de la administración militar. Una parte de los ucranianos y polacos, particularmente en el oeste, donde habían experimentado dos años de duro gobierno soviético, inicialmente consideraron a los soldados de la Wehrmacht como libertadores. Los soviéticos en retirada asesinaron a miles de prisioneros. Algunos activistas ucranianos del movimiento nacional esperaban un impulso para establecer un estado independiente de Ucrania. Inicialmente, las políticas alemanas alentaron un poco esas esperanzas a través de las vagas promesas de la «Gran Ucrania» soberana, ya que los alemanes estaban tratando de aprovechar los sentimientos antisoviéticos, antiucranianos, antipolacos y antijudíos. Se formó una policía auxiliar ucraniana local, así como una división de las SS de Ucrania, la 14.ª División de Granaderos Waffen de las SS Galicia (1.ª ucraniana). Sin embargo, después del período inicial de tolerancia limitada, las políticas alemanas pronto cambiaron abruptamente y el movimiento nacional ucraniano fue brutalmente aplastado.
Después del fracaso de la Blitzkrieg alemana cerca de Moscú en el invierno de 1941, las tropas soviéticas intentaron sin éxito una contraofensiva en la primavera de 1942. En julio de 1942, los alemanes ocuparon su último asentamiento en la Unión Soviética. Tras las derrotas en El Alamein y Stalingrado, la Alemania nazi perdió a su principal aliado, Italia, y una ventaja militar-táctica. El 18 de diciembre de 1942, las tropas soviéticas comenzaron a liberar los territorios ocupados. Al ocupar el norte de Italia y establecer la República títere de Salo, los alemanes intentaron tomar la iniciativa en el Frente Oriental, recuperando Járkov. Pero en agosto de 1943, los alemanes perdieron la batalla de Kursk y las tropas aliadas desembarcaron en el sur de Italia. Esto finalmente cambió el rumbo de la guerra y abrió el camino para la maquinaria militar soviética hacia Occidente. 
Kiev fue reconquistada por el Ejército Rojo soviético el 6 de noviembre de 1943. En mayo de 1944, siendo Crimea liberada, las autoridades soviéticas llevaron a cabo la deportación forzosa de los tártaros de Crimea por un supuesto colaboracionismo. A fines de octubre de 1944, el último territorio de la actual Ucrania (cerca de Úzhgorod, entonces parte del Reino de Hungría) fue liberado de tropas alemanas; esto se celebra anualmente en Ucrania (el 28 de octubre) como el «Aniversario de la liberación de Ucrania de los nazis». El 7 de mayo de 1945, Alemania capituló y el 8 de mayo se declaró el Día de la Victoria en Europa. El 2 de septiembre de 1945, Japón capituló y terminó la Segunda Guerra Mundial.

#### Batallón de Policía Ostland

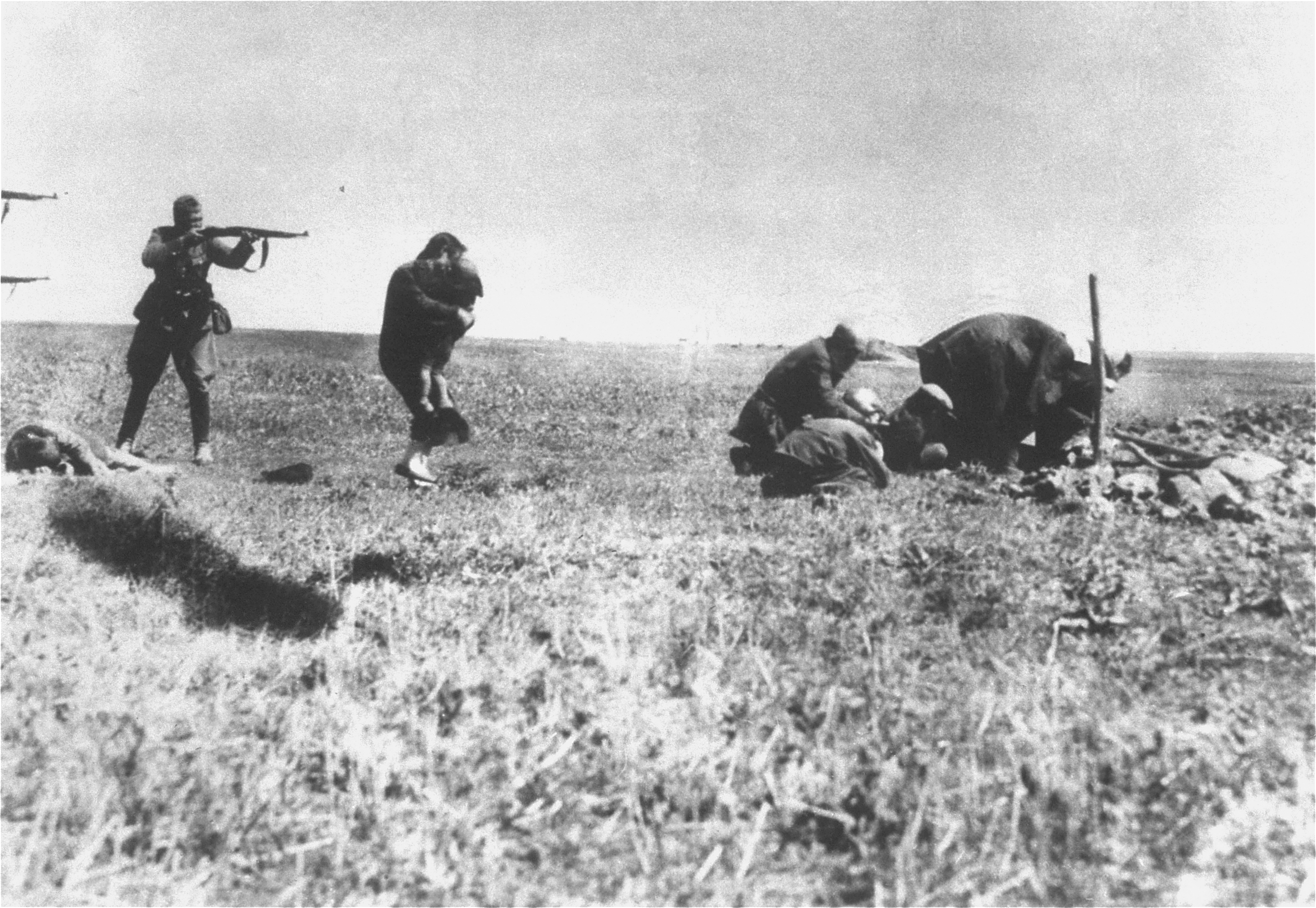
Ejecuciones de Judíos por unidades móviles de matanza del ejército alemán (Einsatzgruppen) cerca de Ivángorod en 1942.

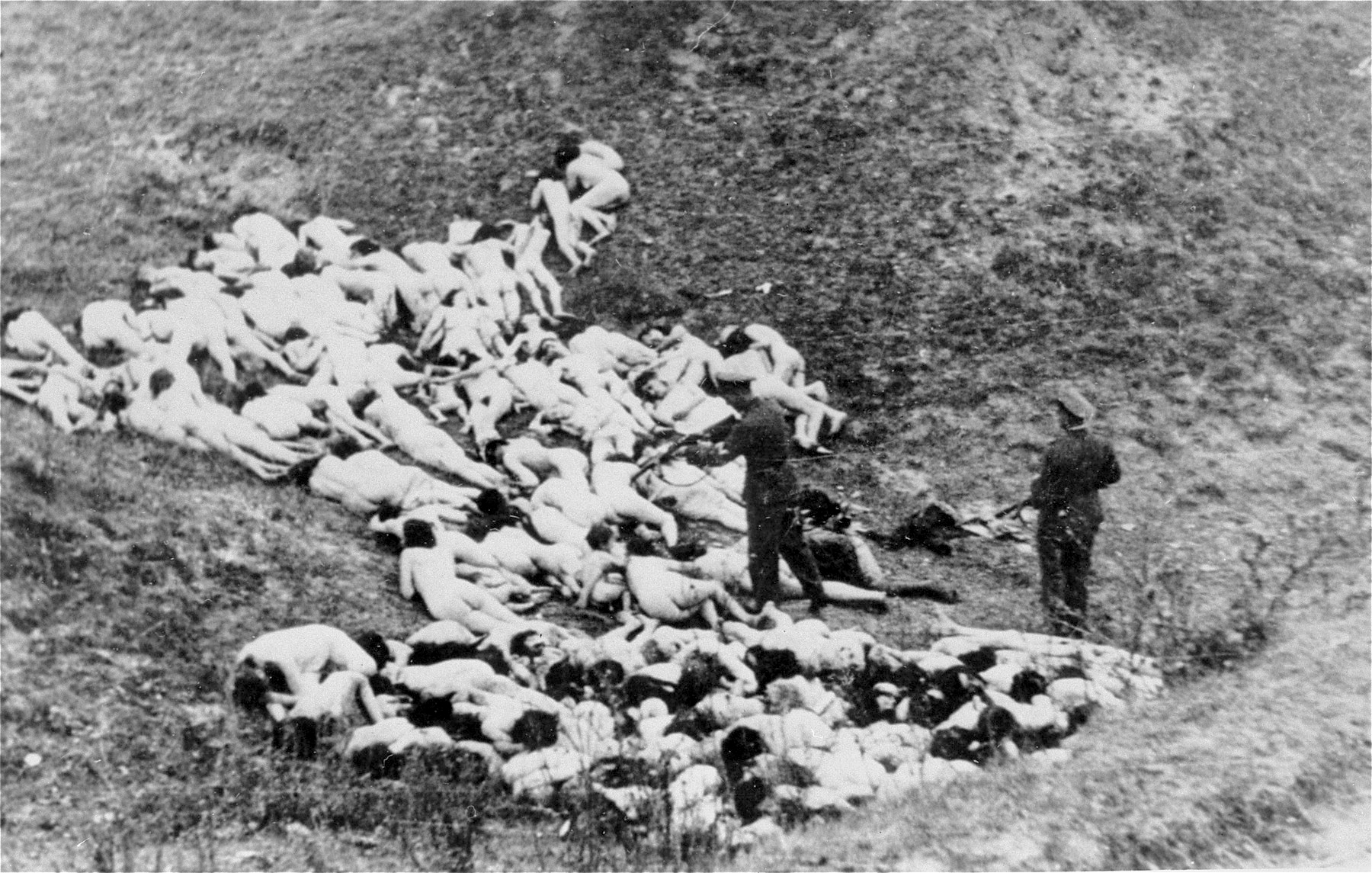
Asesinato de judíos del gueto de Mizoch, por parte de un Einsatzgruppe nazi en octubre de 1942.

El Batallón de Policía Ostland (o Batallón 33) fue una unidad de Ordnungspolizei (policía del orden) que sirvió en la Segunda Guerra Mundial bajo el mando de la Schutzstaffel. El batallón, establecido en octubre de 1941 cumplió funciones punitivas. En octubre de 1941 el batallón fue enviado a Leópolis (Lwów). En ese momento, aproximadamente la mitad de los habitantes de Równe eran judíos. Unas veintitrés mil de estas personas fueron llevadas a un pinar en Sosenki y masacradas entre el 6 y el 8 de noviembre de 1941 por la 1.ª compañía. Se estableció un gueto para los aproximadamente cinco mil judíos restantes. Se informó que el 11 de mayo de 1942, unos mil judíos fueron ejecutados en Minsk. El 13 y 14 de julio de 1942, la población restante del gueto de Rivne, unos cinco mil judíos, fue enviada en tren a unos 70 kilómetros al norte de Kostópil (Kostópol), donde fueron asesinados por la 1.ª compañía «Ostland» en un cantera cerca de los bosques, fuera de la ciudad. Posteriormente, el gueto de Rivne fue liquidado. El 14 de julio de 1942, el batallón o elementos del mismo brindaron seguridad junto con la Policía auxiliar ucraniana para el transporte de los judíos desde el gueto de Riga a la estación central de Riga, utilizando el tren. El 15 de julio de 1942, otros mil judíos fueron fusilados en el mismo lugar. El 27 de junio de 1942, unos ocho mil judíos fueron ejecutados cerca de la ciudad de Słonim. El 28 de julio de 1942, unos seis mil judíos fueron ejecutados en Minsk.
En noviembre de 1942, el batallón junto con un regimiento de artillería y otros tres batallones alemanes de la Ordnungspolizei bajo el mando de Otto von Oelhafen, participaron en una operación antipartisana conjunta cerca de Ovruch (Owrucz) con más de cincuenta pueblos incendiados y más de mil quinientas personas ejecutadas. En un pueblo, cuarenta personas fueron quemadas vivas en venganza por el asesinato del SS- Untersturmführer Türnpu(u). En febrero de 1943, el batallón fue enviado a Reval, Estonia. El 31 de marzo de 1943, la Legión Estonia tenía 37 oficiales, 175 suboficiales y 62 soldados rasos en el Batallón de Policía Ostland.

#### Resistencia
En su resistencia activa a la Alemania nazi, los ucranianos constituyeron una parte significativa del Ejército Rojo y su liderazgo, así como de los movimientos clandestinos y de resistencia. Inicialmente, los alemanes fueron recibidos como libertadores por algunos ucranianos occidentales, que se habían unido a la Unión Soviética apenas en 1939. Sin embargo, el brutal régimen alemán en los territorios ocupados finalmente convirtió a sus partidarios en opositores. Los administradores nazis de los territorios soviéticos conquistados hicieron muy poco para aprovechar la disconformidad de la población ucraniana con el régimen estalinista y sus políticas económicas. En su lugar, los nazis conservaron el sistema de granjas colectivas, sistemáticamente llevaron a cabo algunas de las políticas genocidas contra los judíos y comenzaron una despoblación sistemática de Ucrania para prepararla para la colonización alemana.
Aunque la gran mayoría de los ucranianos lucharon junto con el Ejército Rojo y los partisanos, la Organización de Nacionalistas Ucranianos creó una organización antisoviética en Galicia, el Ejército Insurgente Ucraniano (1942) combatió a las fuerzas nazis ocupantes y continuaron luchando contra la Unión Soviética incluso años después de la guerra. Utilizando tácticas de guerra de guerrillas, los insurgentes asesinaron y atemorizaron a quienes percibían como representantes o aliados del Estado soviético. En la misma época, otro movimiento nacionalista luchó junto con los nazis, la Organización de Nacionalistas Ucranianos.
En total, el número de ucranianos que lucharon en las filas del Ejército soviético se estima de 4.5 millones a siete millones. Los guerrilleros partisanos en Ucrania se calculan en número de 47 800, desde el inicio de la ocupación, hasta medio millón en su apogeo en 1944, con aproximadamente el 50 % de ucranianos nativos. Generalmente, las cifras del Ejército Insurgente Ucraniano no son muy confiables, variando desde quince mil hasta más de cien mil.
En Ucrania, el movimiento de resistencia tenía dos corrientes: nacionalismo ucraniano en el oeste y comunismo soviético en el este. La inteligencia alemana Abwehr utilizó la rama radical de la OUN, la OUN (b), para el sabotaje. En cambio, los nacionalistas esperaban usar a los alemanes para restaurar el estado de Ucrania, el 30 de junio de 1941, Yaroslav Stetskó proclamó el Acta de Restauración del Estado de Ucrania en una reunión general, tras la cual él y Stepán Bandera fueron deportados al campo de concentración de Sachsenhausen. Hasta la derrota de 1942, la OUN (m) continuó organizando grupos de resistencia hacia el centro, sur y este de Ucrania, en Volinia, Tarás Bulba-Borovéts organizó el Ejército Revolucionario Ucraniano. El 14 de octubre de 1942, se formó el Ejército Insurgente Ucraniano, luego dirigido por Román Shujévych, con el objetivo de luchar contra tanto los imperialismos, el comunismo ruso y el nacionalsocialismo alemán. El enfrentamiento nacional polaco-ucraniano condujo a la tragedia de Volinia en 1943, en la que murieron hasta noventa mil polacos y treinta mil ucranianos. En julio de 1944, cuando más de cien mil soldados estaban en las filas del Ejército Insurgente Ucraniano, se formó el Consejo Supremo de Liberación Ucraniano.
Sin embargo, algunos ucranianos resistieron el ataque nazi desde el principio e inmediatamente se extendió por el territorio ocupado un movimiento partisano. Algunos elementos de la clandestinidad nacionalista ucraniana formaron un Ejército Insurgente Ucraniano que luchó contra las fuerzas soviéticas y nazis. En algunas regiones occidentales de Ucrania, el Ejército Insurgente Ucraniano sobrevivió clandestinamente y continuó la resistencia contra las autoridades soviéticas hasta bien entrada la década de 1950, aunque ambos bandos asesinaron a muchos civiles ucranianos en este conflicto.
Durante el período de marzo de 1943 a finales de 1944, el Ejército Insurgente de Ucrania cometió varias masacres de la población civil polaca en Volinia y el este de Galicia con todos los signos de genocidio (Masacres de polacos en Volinia y el este de Galicia). El número de muertos ascendió a cien mil, en su mayoría mujeres y niños.

#### Pérdidas

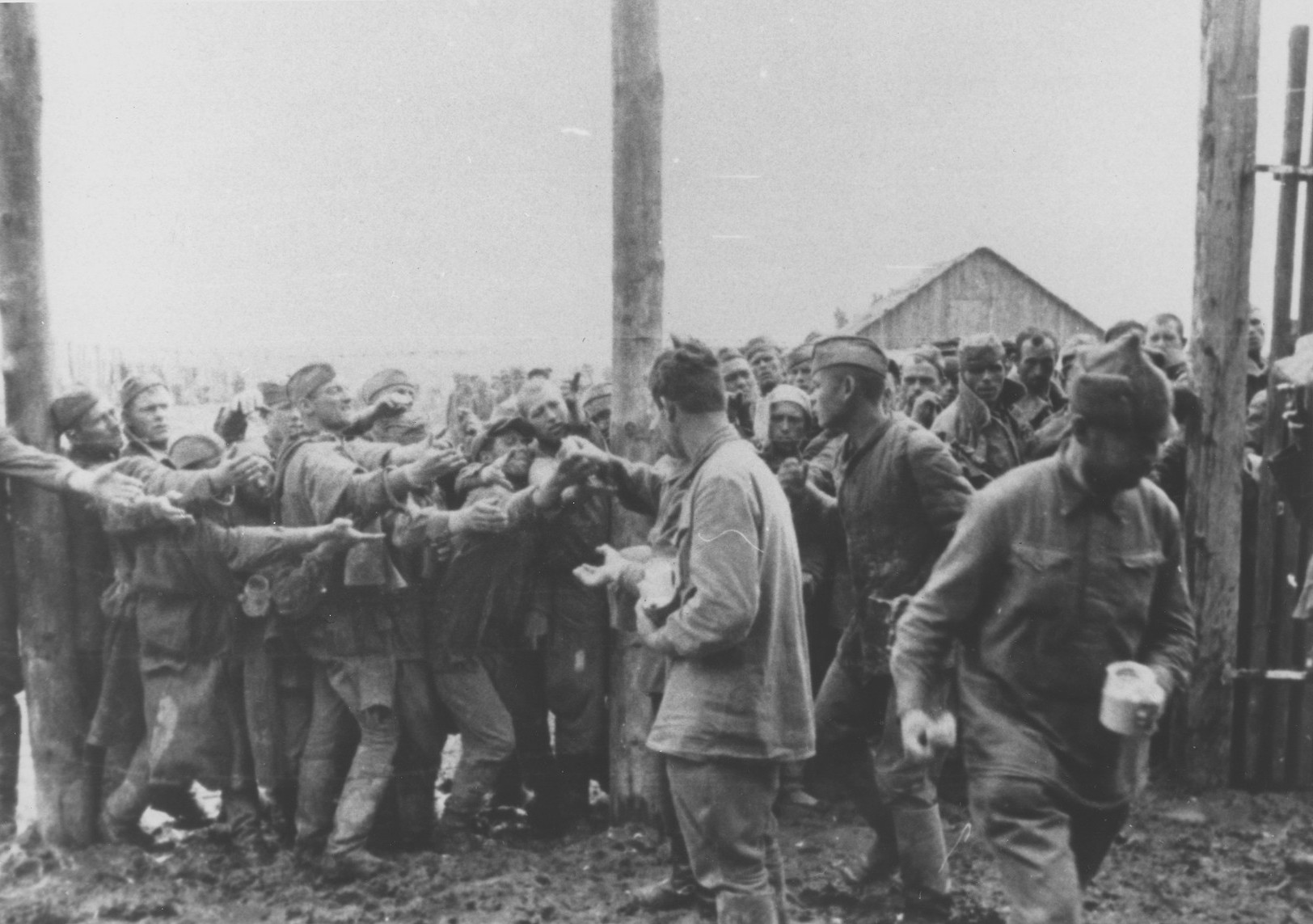
Vínnitsa, julio de 1941. Unos 2.8 millones de prisioneros de guerra soviéticos fueron asesinados en solo ocho meses en 1941-1942.

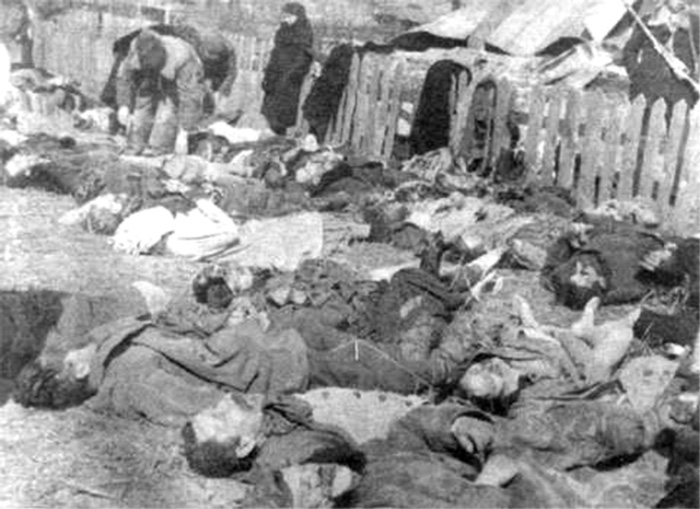
Masacre de polacos en Volinia en 1943.

Según el Plan General del Este, los alemanes utilizaron al máximo los recursos locales, explotaron a la población como mano de obra, los deportaron a Alemania (2.2 millones de Ostarbeiters), asesinaron a comunistas, judíos, gitanos e insurgentes; en total a más de 4 millones de habitantes.
Muchos civiles fueron víctimas de atrocidades, trabajos forzados e incluso masacres de pueblos enteros en represalia por los ataques contra las fuerzas nazis. De los once millones de soldados soviéticos estimados que cayeron en la batalla contra los nazis, alrededor del 16 % (1.7 millones) eran de etnia ucraniana. Además, Ucrania vio algunas de las batallas más importantes de la guerra, comenzando con el cerco de Kiev donde más de 660 000 soldados soviéticos fueron tomados cautivos, en la férrea defensa de Odesa y el victorioso asalto al otro lado del río Dniéper.
El total de pérdidas infligidas a la población ucraniana durante la guerra se estiman entre cinco y ocho millones, incluyendo más de medio millón de judíos asesinados por el Einsatzgruppen, en ocasiones ayudados por colaboradores locales. De las tropas soviéticas que cayeron ante los nazis, estimadas en 8.7 millones, 1.4 millones eran ucranianos. Hasta la fecha, el Día de la Victoria se celebra como una de las diez fiestas cívicas en Ucrania.
En el sitio de Kiev, la ciudad fue aclamada como una «Ciudad Heroica», por la resistencia que ofrecieron tanto el Ejército Rojo como la población local. Más de seiscientos mil soldados soviéticos (una cuarta parte del frente occidental) murieron o fueron tomados como prisioneros.
La gran mayoría de los combates en la Segunda Guerra Mundial tuvieron lugar en el Frente Oriental, y la Alemania nazi sufrió el 93 % de sus bajas aquí.

### Tiempos de posguerra 1945–1953

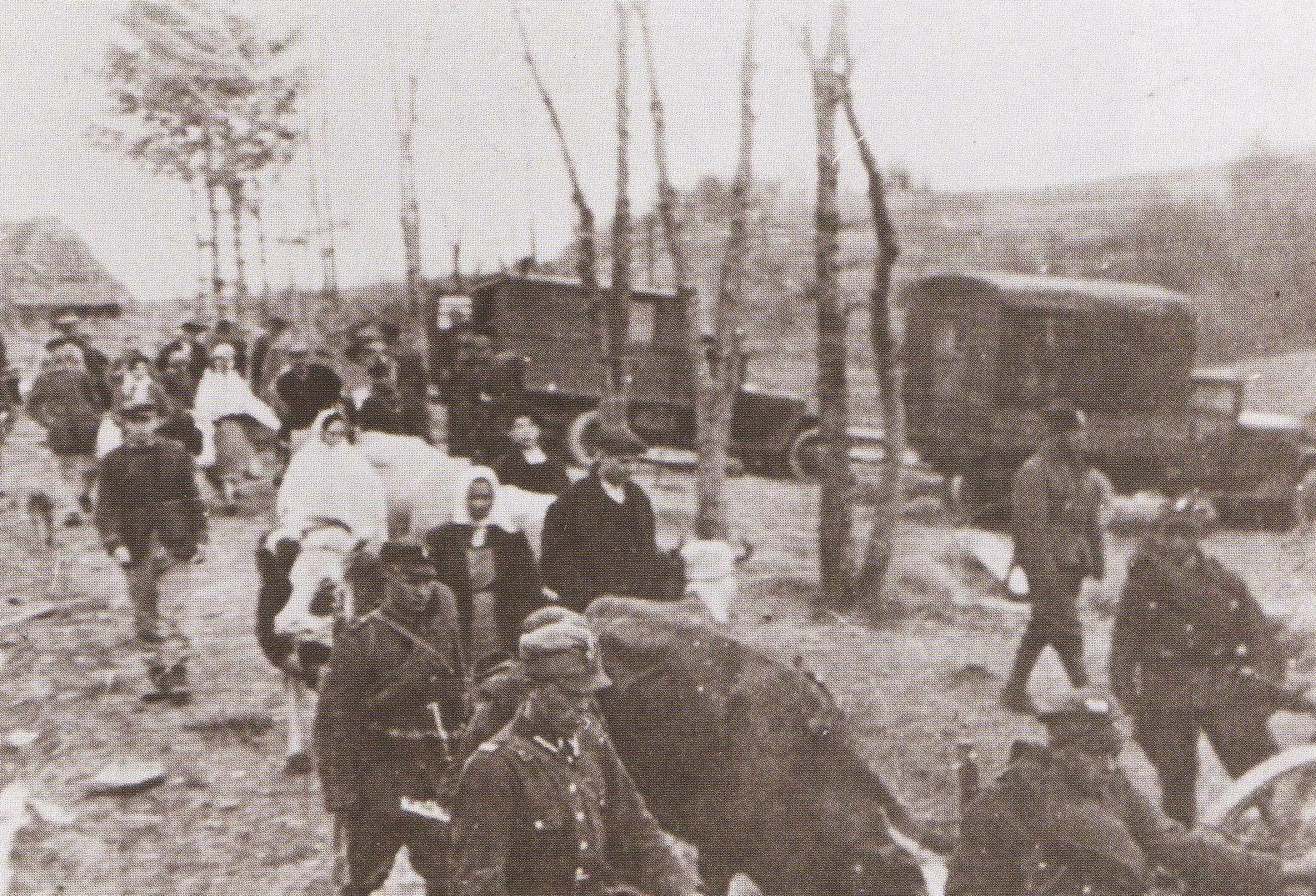
Operación Vístula.

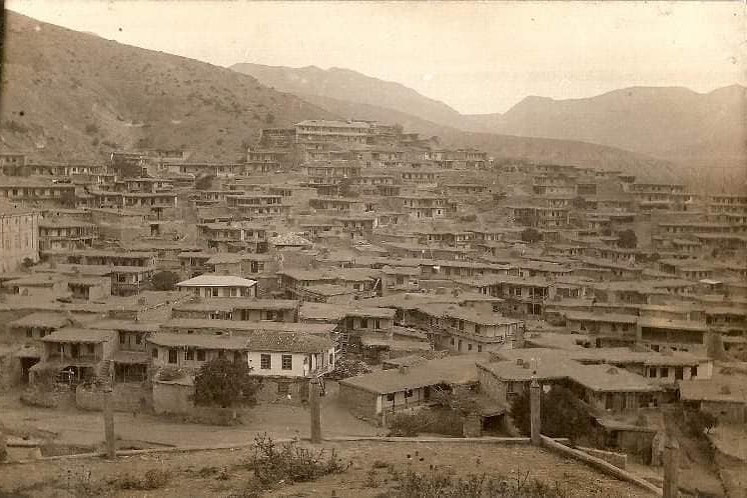
Pueblo fantasma, tras deportar a toda su población, en la que vivían tártaros de Crimea.

Mientras que la parte europea de la Segunda Guerra Mundial (cuya fracción, contando desde la invasión por la Alemania nazi, se denomina en Rusia la Gran Guerra Patria) finalizó mayo de 1945, los alemanes fueron expulsados de Ucrania entre febrero de 1943 y octubre de 1944. La primera tarea de las autoridades soviéticas era restablecer el control político sobre la república que se había perdido por completo durante la guerra. Esta fue una tarea inmensa, teniendo en cuenta el reparto de la población y las pérdidas materiales. Durante la Segunda Guerra Mundial la Unión Soviética perdió unos once millones de combatientes y alrededor de siete millones de civiles, de ellos, 4.1 millones eran militares ucranianos y 1.4 eran civiles de esta república. Además, un total de 3.9 millones de ucranianos fueron evacuados a la RSFS de Rusia durante la guerra, y 2.2 millones de ucranianos fueron enviados a campos de trabajos forzados por los alemanes. La devastación material era enorme, Adolf Hitler ordenó la creación de «una zona de aniquilamiento» en 1943, y esto junto con la política de tierra quemada del ejército soviético durante 1941, dejó a Ucrania en ruinas. Estas dos políticas condujeron a la destrucción de 28 mil aldeas y 714 ciudades. 85 % del centro de la ciudad de Kiev fue destruido, al igual que el 70 % del centro de la segunda ciudad más grande de Ucrania, Járkov. Debido a esto, diecinueve millones de personas se quedaron sin hogar después de la guerra. La base industrial de la república, como tantas otras cosas, fue destruida. El gobierno soviético había logrado evacuar a 544 empresas industriales entre julio y noviembre de 1941, pero el rápido avance alemán llevó a la destrucción, total o parcial, de 16 150 empresas, 27 910 000 granjas colectivas, 1300 estaciones de tractores y 872 granjas estatales.
La guerra amplió el territorio de la RSS de Ucrania anexando al oeste de Ucrania territorios del este de Polonia durante la invasión soviética de Polonia de 1939. Mientras que la guerra trajo a Ucrania una enorme destrucción física, también trajo expansión territorial. La razón de esta expansión territorial puede explicarse debido al prestigio de la Unión Soviética como uno de los vencedores de la guerra. La frontera ucraniana se amplió a la línea Curzon, es decir que anexó el actual territorio oeste de Ucrania, antes controlado por Polonia. Ucrania también se amplió hacia el sur, cerca de la zona de Izmaíl, anteriormente parte de Rumanía (tras la ocupación soviética de Besarabia y el norte de Bucovina). El acuerdo firmado por la Unión Soviética y Checoslovaquia permitió la transferencia de la Transcarpatia a Ucrania. El territorio de Ucrania creció 167 054 kilómetros cuadrados y el aumento de su población se estima en once1 millones.
Después de la Segunda Guerra Mundial se realizaron algunas enmiendas a la Constitución de la RSS de Ucrania, lo que le permitió actuar con mayor autonomía dentro del derecho internacional en algunos casos y, en cierta medida, seguir formando parte de la Unión Soviética al mismo tiempo. En particular, las modificaciones permitieron a la RSS de Ucrania convertirse en uno de los miembros fundadores de las Naciones Unidas, junto con la Unión Soviética y la RSS de Bielorrusia. Esto fue parte de un acuerdo con Estados Unidos para garantizar un grado de equilibrio en la Asamblea General, la cual, según la URSS, estaba desequilibrada a favor del Bloque Occidental. En su calidad de miembro de la ONU, la RSS de Ucrania fue un miembro electo del Consejo de Seguridad de las Naciones Unidas en los periodos 1948‑1949 y 1984‑1985.

### Jrushchov: 1953–1964
Cuando Stalin murió el 5 de marzo de 1953, tomó el poder un gobierno colectivo encabezado por Nikita Jruschov, Gueorgui Malenkov, Viacheslav Mólotov y Lavrenti Beria, quienes comenzaron un proceso de desestalinización. El cambio comienza cuando, en 1953, se les permite a los funcionarios criticar la política de rusificación y, en particular, la de rusificación de Ucrania. Alekséi Kyrychenko el 4 de junio de 1953, sucedió a Leonid Mélnikov, como primer secretario del Partido Comunista de la RSS de Ucrania, lo que fue importante ya que fue el primer ucraniano étnico en llegar al cargo desde los años 1920.

#### Transferencia de Crimea
La transferencia de Crimea se refiere al cambio administrativo interno en la Unión Soviética mediante el cual el óblast de Crimea fue transferida de la RSFS de Rusia a la vecina RSS de Ucrania en 1954. La medida fue implementada a petición de la parte rusa, que no tenía acceso terrestre a la península, siendo Crimea abastecida de electricidad, agua, carreteras y vías férreas desde Ucrania, lo cual favorecía la gestión, administración y contabilidad de la península por esta última. El Primer Secretario del PCUS, Nikita Jruschov, fue uno de los artífices de dicha transferencia, apoyado así mismo por el Presidente del Consejo de Ministros de la URSS Gueorgui Malenkov. El Soviet Supremo de la URSS ratificó la transferencia de Crimea a la RSS de Ucrania el 19 de febrero de 1954, la cual fue confirmada por una ley específica del 26 de abril.
El traspaso administrativo se consumó el 17 de junio de 1954, cuando el Soviet Supremo de la RSS de Ucrania aceptó la incorporación del territorio. Pese a ello, la población rusa continuó siendo la etnia mayoritaria de la óblast de Crimea: 858 000 rusos frente a 268 000 ucranianos, según el censo de 1959.

#### Deshielo de Jrushchov
El «deshielo», la política de liberalización deliberada, se caracterizó por cuatro puntos: 1. amnistía para todos los condenados por crimen de Estado durante la guerra o los años inmediatos de la posguerra, 2. amnistías por un tercio de los condenados por crimen de Estado durante el gobierno de Stalin, 3. el establecimiento de la primera misión de Ucrania ante las Naciones Unidas en 1958 y 4. el aumento constante de los ucranianos con rango en el Partido y en el Gobierno de la RSS de Ucrania. La mayoría de los cargos de poder y tres cuartas partes de los oficiales de estado fueron ucranianos étnicos.

### 1964-1985
Jruschov fue depuesto por el Comité Central y el pleno del Politburó en octubre de 1964 y fue sucedido por otro liderazgo colectivo, dirigido por Leonid Brézhnev - nacido en Ucrania en una familia de obreros rusos - como Primer Secretario del PCUS y Alekséi Kosyguin como Presidente del Consejo de Ministros. La época de Brézhnev estará marcada por el estancamiento social y económico, un periodo conocido como el estancamiento brezhneviano. El nuevo régimen introdujo la política de Floración, Reunión y Fusión. Políticas orientadas a unir las distintas nacionalidades soviéticas en una sola, mediante la fusión de los mejores elementos de cada una. Esta política resultó ser, una nueva forma de la política de rusificación. La unificación de las nacionalidades soviéticas se llevaría a cabo, de acuerdo con Vladímir Lenin, cuando la Unión Soviética llegara a la etapa final del comunismo, también la última etapa del desarrollo humano. Algunos funcionarios soviéticos de toda la Unión pedían la abolición de las «repúblicas soviéticas» y el establecimiento de una única nación. En lugar de introducir el concepto ideológico de la nación soviética, Brézhnev en el 24.º Congreso del Partido habló de «una nueva comunidad histórica del pueblo — el pueblo soviético», e introdujo el concepto ideológico del socialismo desarrollado, que pospuso el comunismo. Cuando Brézhnev murió en 1982, fue sucedido por Yuri Andrópov, que murió pronto después de tomar el poder. Andrópov fue sustituido por Konstantín Chernenko, quien gobernó durante no más de 13 meses. Chernenko fue sucedido por Mijaíl Gorbachov en 1985.

### Gorbachov y la independencia 1985-1991

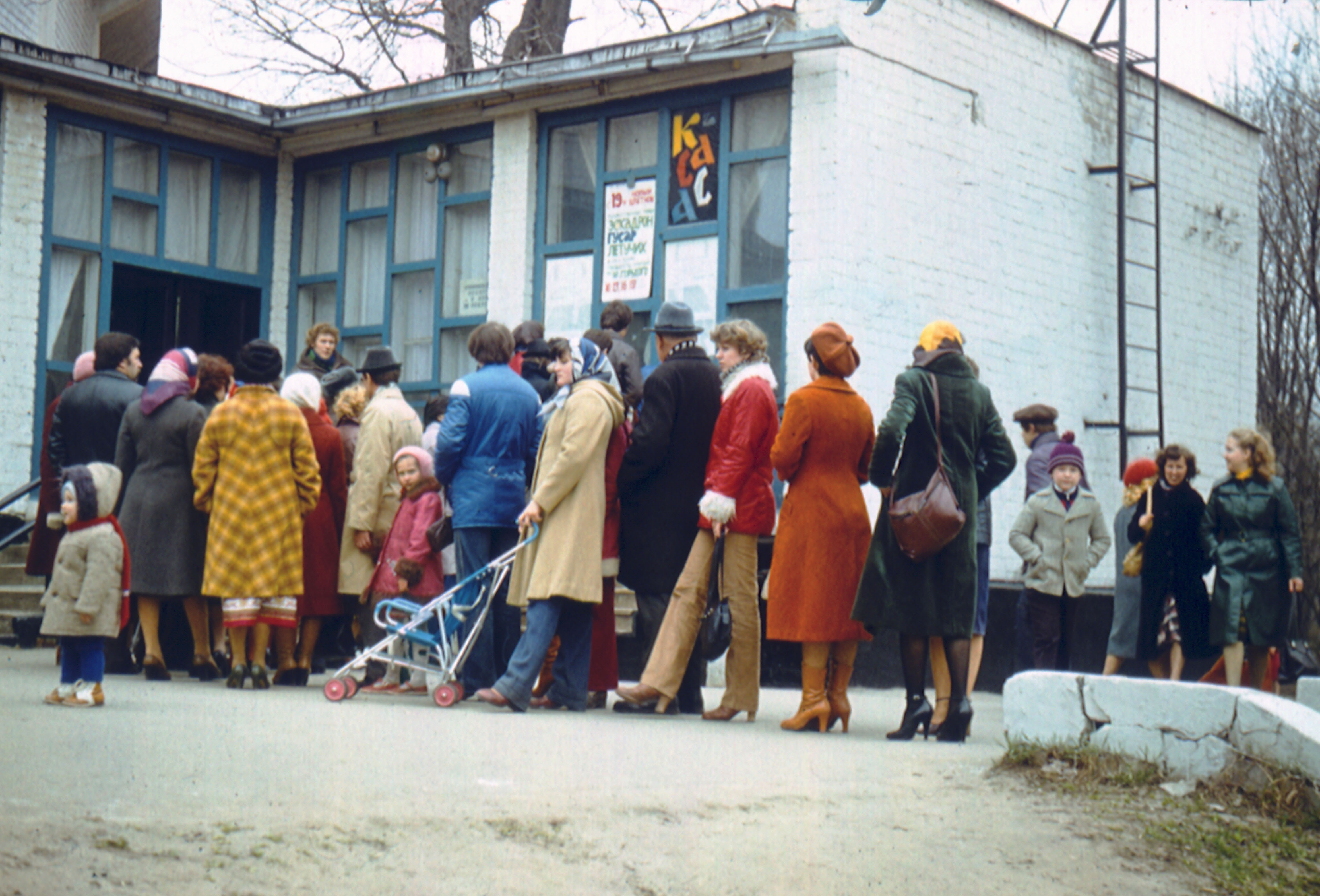
Personas soviéticas de edades mixtas haciendo cola para un cine de Járkov en 1981.

Las políticas de la perestroika y la glásnost promovidas por Mijaíl Gorbachov no llegaron a Ucrania tan rápido, como a otras repúblicas soviéticas, debido a la oposición de Volodímir Scherbitski, un comunista conservador nombrado por Leonid Brézhnev como Primer Secretario del Partido Comunista de la RSS de Ucrania. En 1989, Scherbitski fue forzado a renunciar a su cargo por Gorbachov. El accidente de Chernóbil de 1986, las políticas de rusificación y el estancamiento social y económico llevó a varios ucranianos a oponerse a la dominación soviética. La política de Gorbachov de la perestroika no fue aplicada en la práctica, el 95 % de la industria y la agricultura todavía era propiedad del Estado en 1990. La propuesta de una reforma, que a su vez no se pudo cumplir, se convirtió en un factor de oposición al régimen soviético. La política de glásnost, que puso fin a la censura del Estado, llevó a la diáspora ucraniana a contactar con sus compatriotas en Ucrania, a la revitalización de las prácticas religiosas mediante la destrucción del monopolio de la Iglesia ortodoxa rusa y a la creación de folletos, revistas y periódicos independientes.
Tras el intento de golpe de Estado en la Unión Soviética, el 24 de agosto de 1991, el parlamento ucraniano aprobó el Acta de Declaración de Independencia de Ucrania. En diciembre, tuvo lugar el referéndum de independencia, cuyo resultado fue una sorpresa, ya que la mayoría de las óblasts votaron a favor de la independencia. El 52 % de la población de Crimea, que había sido un territorio de Rusia desde 1783, votó por la independencia. Más del 80 % de la población del este de Ucrania votó a favor de la independencia, nueve de cada diez ciudadanos de la RSS de Ucrania votó a favor de la independencia. La independencia de Ucrania de la Unión Soviética fue reconocida casi de inmediato por la comunidad internacional. Fue la primera vez en el siglo XX que la independencia de Ucrania se había intentado sin ninguna intervención extranjera o guerra civil. En las elecciones presidenciales de Ucrania de 1991 el 62 % de los ucranianos votaron por Leonid Kravchuk.

## Política
Al igual que en las demás repúblicas de la Unión Soviética, Ucrania tenía un gobierno en el marco de una república socialista de partido único gobernada por la rama regional del Partido Comunista de la Unión Soviética conocida como Partido Comunista de la República Socialista Soviética de Ucrania, dirigida por un Primer Secretario, y que tenía una importante presencia en todos los órganos de gobierno, política y sociedad. El poder legislativo consistía en el Sóviet Supremo, el cual era el parlamento unicameral de la república encabezada por un presidente, y con sede en el edificio del Sóviet Supremo en Kiev. El Presidente del Consejo de Ministros por otro lado dirigía al poder ejecutivo.

## Subdivisión administrativa
La RSS de Ucrania estaba dividida en 25 óblast (provincias) como se muestra en la tabla siguiente (datos del 1 de enero de 1976, fuente: Gran Enciclopedia Soviética (enlace roto disponible en Internet Archive; véase el historial, la primera versión y la última).).

### Repúblicas autónomas
| Nombre         | Capital    | Superficie (miles de km²) | Población (miles de hab.) |
| -------------- | ---------- | ------------------------- | ------------------------- |
| RASS de Crimea | Simferópol |                           |                           |

| Nombre                                                               | Capital                                                              | Superficie (miles de km²)                                            | Población (miles de hab.)                                            |
| Repúblicas autónomas desaparecidas antes de la disolución de la URSS | Repúblicas autónomas desaparecidas antes de la disolución de la URSS | Repúblicas autónomas desaparecidas antes de la disolución de la URSS | Repúblicas autónomas desaparecidas antes de la disolución de la URSS |
| -------------------------------------------------------------------- | -------------------------------------------------------------------- | -------------------------------------------------------------------- | -------------------------------------------------------------------- |
| RASS de Moldavia (1924-1940)                                         | Tiráspol                                                             |                                                                      |                                                                      |

### Óblasts
| Nombre                    | Capital         | Superficie (miles de km²) | Población (miles de hab.) |
| ------------------------- | --------------- | ------------------------- | ------------------------- |
| Óblast de Crimea          | Simferópol      | 27,0                      | 2.062                     |
| Óblast de Cherníhiv       | Cherníhiv       | 31,9                      | 1.515                     |
| Óblast de Cherkasy        | Cherkasy        | 20,9                      | 1.554                     |
| Óblast de Chernivtsi      | Chernivtsi      | 8,1                       | 880                       |
| Óblast de Dnipropetrovsk  | Dnipropetrovsk  | 31,9                      | 3.570                     |
| Óblast de Donetsk         | Donetsk         | 26,5                      | 5.140                     |
| Óblast de Ivano-Frankivsk | Ivano-Frankivsk | 13,9                      | 1.311                     |
| Óblast de Járkov          | Járkov          | 31,4                      | 2.976                     |
| Óblast de Jerson          | Jersón          | 28,5                      | 1.113                     |
| Óblast de Jmelnitski      | Jmelnitski      | 20,6                      | 1.577                     |
| Óblast de Kiev            | Kiev            | 28,9                      | 3.888                     |
| Óblast de Kirovogrado     | Kirovogrado     | 24,6                      | 1.261                     |
| Óblast de Lvov            | Leópolis        | 21,8                      | 2.517                     |
| Óblast de Nikoláyev       | Nikoláyev       | 24,6                      | 1.215                     |
| Óblast de Odesa           | Odesa           | 33,3                      | 2.543                     |
| Óblast de Poltava         | Poltava         | 28,8                      | 1.733                     |
| Óblast de Rivne           | Rivne           | 20,1                      | 1.095                     |
| Óblast de Sumy            | Sumy            | 23,8                      | 1.435                     |
| Óblast de Ternópil        | Ternópil        | 13,8                      | 1.173                     |
| Óblast de Vínnytsia       | Vínnytsia       | 26,5                      | 2.073                     |
| Óblast de Volinia         | Lutsk           | 20,2                      | 1.011                     |
| Óblast de Voroshílovgrado | Voroshílovgrado | 26,7                      | 2.819                     |
| Óblast de Zakarpatia      | Uzhgorod        | 12,8                      | 1.134                     |
| Óblast de Zaporiyia       | Zaporiyia       | 27,2                      | 1.894                     |
| Óblast de Zhitómir        | Zhitómir        | 29,9                      | 1.585                     |

| Nombre                                                  | Capital                                                 | Superficie (miles de km²)                               | Población (miles de hab.)                               |
| Óblasts desaparecidos antes de la disolución de la URSS | Óblasts desaparecidos antes de la disolución de la URSS | Óblasts desaparecidos antes de la disolución de la URSS | Óblasts desaparecidos antes de la disolución de la URSS |
| ------------------------------------------------------- | ------------------------------------------------------- | ------------------------------------------------------- | ------------------------------------------------------- |
| Óblast de Drogóbich (1939-1959)                         | Drogóbich                                               | 9,6                                                     | 853                                                     |
| Óblast de Izmaíl (1940-1954)                            | Izmaíl                                                  | 12,4                                                    |                                                         |

### Óblasts autónomos
| Nombre                                                  | Capital                                                 | Superficie (miles de km²)                               | Población (miles de hab.)                               |
| Óblasts desaparecidos antes de la disolución de la URSS | Óblasts desaparecidos antes de la disolución de la URSS | Óblasts desaparecidos antes de la disolución de la URSS | Óblasts desaparecidos antes de la disolución de la URSS |
| ------------------------------------------------------- | ------------------------------------------------------- | ------------------------------------------------------- | ------------------------------------------------------- |
| Óblast Autónomo Polaco de Marchlewszczyzna (1926-1935)  | Marjlevsk                                               |                                                         |                                                         |
| Óblast Autónomo de Moldavia (1924)                      | Tiráspol                                                |                                                         |                                                         |

## Economía
La RSS de Ucrania era la segunda economía más fuerte de toda la Unión Soviética solamente por detrás de Rusia, durante el periodo soviético los productos metalúrgicos, la industria química y la ingeniería mecánica se produjeron en grandes volúmenes como también aumentó la electricidad y las exportaciones agrícolas del país.
Durante los años de posguerra, la productividad industrial de Ucrania duplicó su nivel anterior a la guerra. En 1945, la producción industrial totalizó solo el 26 % del nivel de 1940. La Unión Soviética introdujo el Cuarto Plan Quinquenal en 1946. El Cuarto Plan Quinquenal demostraría ser un éxito notable y puede compararse con las «maravillas de Alemania Occidental y la reconstrucción japonesa», pero sin capital extranjero; la reconstrucción soviética es históricamente un logro impresionante. En 1950, la producción industrial bruta ya había superado los niveles de 1940. Si bien el régimen soviético todavía enfatizaba la industria pesada sobre la industria ligera, el sector de la industria ligera también creció. El aumento de la inversión de capital y la expansión de la mano de obra también beneficiaron la recuperación económica de Ucrania. En los años previos a la guerra, el 15.9 por ciento del presupuesto soviético fue a Ucrania, en 1950, durante el Cuarto Plan Quinquenal, esto había aumentado al 19.3 por ciento. La fuerza laboral había aumentado de 1.2 millones en 1945 a 2.9 millones en 1955;  un aumento del 33.2 por ciento sobre el nivel de 1940. El resultado de este notable crecimiento fue que en 1955 Ucrania producía 2.2 veces más que en 1940, y la república se había convertido en uno de los principales productores de ciertos productos básicos en Europa. Ucrania era el mayor productor per cápita de Europa de arrabio y azúcar, y el segundo mayor productor per cápita de acero y mineral de hierro, y era el tercer mayor productor per cápita de carbón de Europa.

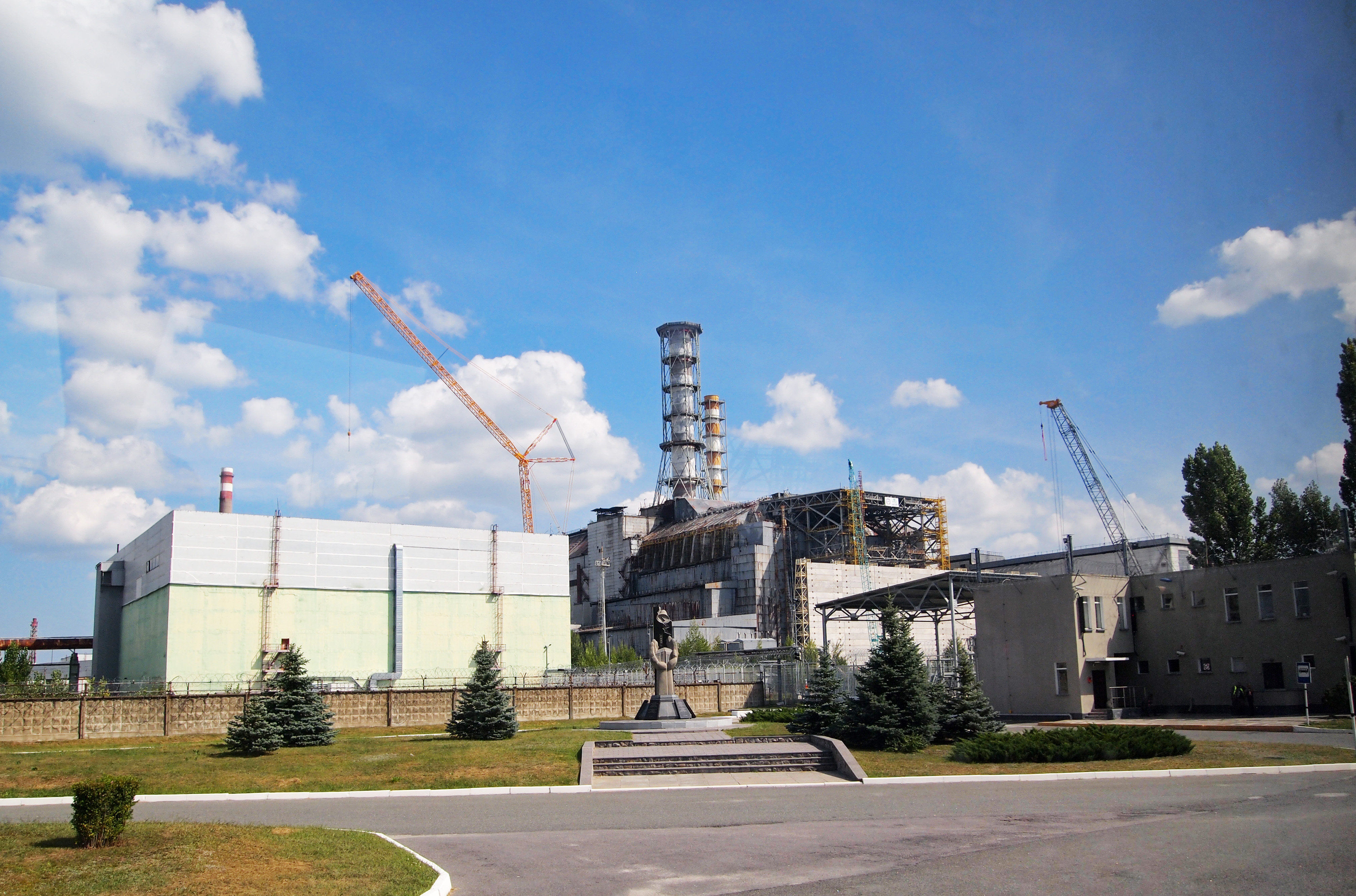
La Central nuclear de Chernóbil

Desde 1965 hasta la disolución de la Unión Soviética en 1991, el crecimiento industrial en Ucrania disminuyó, y en la década de 1970 comenzó a estancarse. El declive económico significativo no se hizo evidente antes de la década de 1970. Durante el Quinto Plan Quinquenal (1951-1955), el desarrollo industrial en Ucrania creció un 13.5 %, mientras que durante el Undécimo plan quinquenal (1981–1985) la industria creció en un relativamente modesto 3.5 %. El crecimiento de dos dígitos visto en todas las ramas de la economía en los años de la posguerra había desaparecido en la década de 1980, reemplazado por completo por cifras de bajo crecimiento. Un problema continuo a lo largo de la existencia de la república fue el énfasis de los planificadores en la industria pesada sobre los bienes de consumo en la Unión Soviética.
Los años de la posguerra llevaron a un aumento en consumo de energía.  Entre 1956 y 1972, para satisfacer esta creciente demanda, el gobierno construyó cinco depósitos de agua a lo largo del río Dniéper. Además de mejorar el transporte de agua soviético-ucraniano, los embalses se convirtieron en sitios para nuevas centrales eléctricas, y la energía hidroeléctrica floreció en Ucrania en consecuencia. La industria del gas natural también floreció y Ucrania se convirtió en el sitio de la primera producción de gas de la posguerra en la Unión Soviética.; en la década de 1960, el campo de gas más grande de Ucrania producía el 30 por ciento de la producción total de gas de la URSS.  El gobierno no pudo satisfacer la demanda cada vez mayor de consumo de energía de la población, pero en la década de 1970, el gobierno soviético había concebido un programa intensivo de energía nuclear. Según el Undécimo Plan Quinquenal, el gobierno soviético construiría ocho plantas de energía nuclear en Ucrania para 1989. Como resultado de estos esfuerzos, Ucrania se diversificó mucho en el consumo de energía.

### Transporte

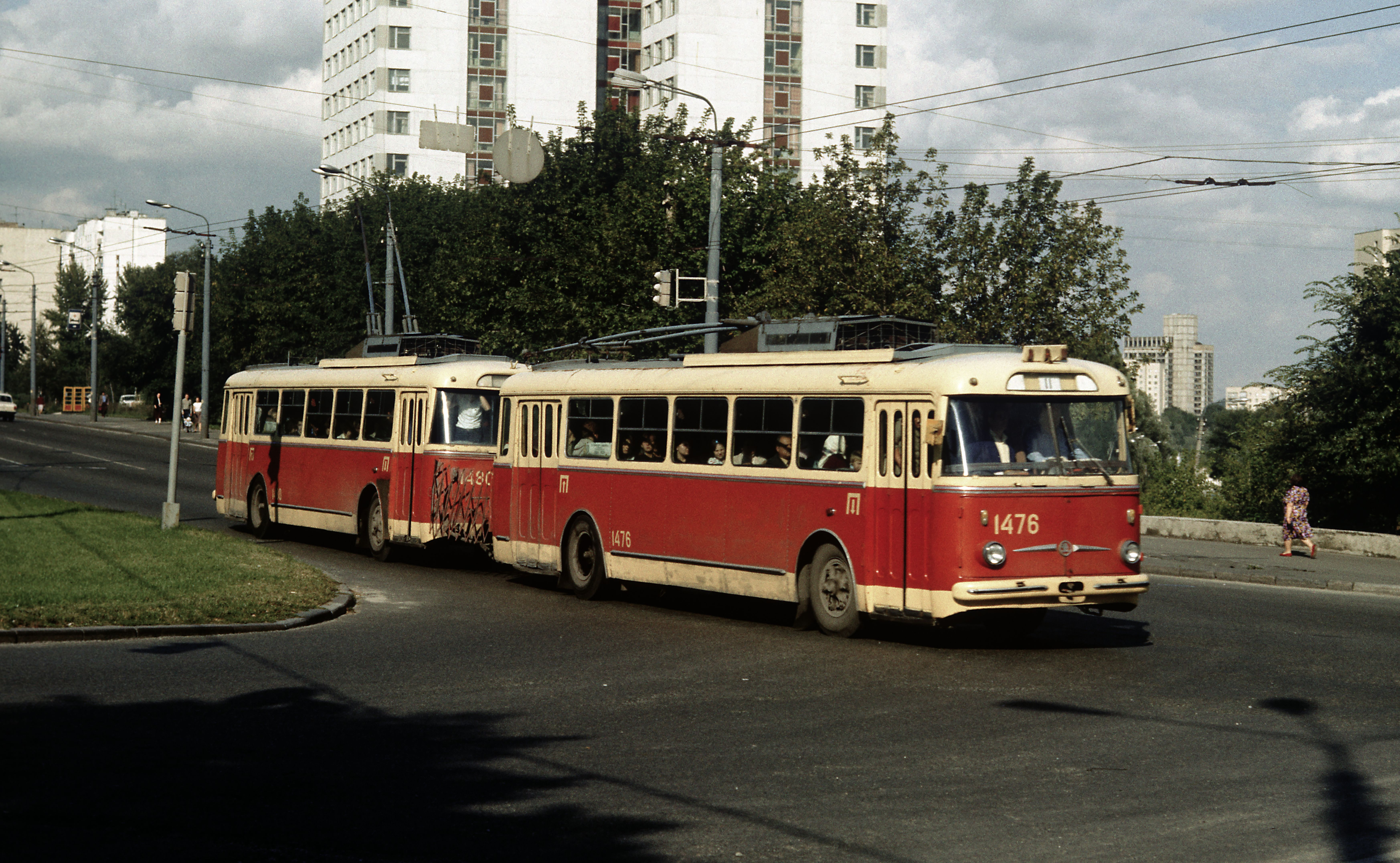
Trolebús ucraniano en 1986

En 1966, en Kiev se inauguraría el primer trolebús inventado por Vladimir Veklich y el 30 de diciembre de 1978 se inauguraría también en Kiev la primera línea de tranvía de alta velocidad.
En Ucrania los principales medios de transportes eran los ferrocarriles y los trolebús, también en Kiev, Krivói Rog y Járkov había un metro.
Los trobeluses funcionaron en 42 ciudades en la RSS de Ucrania.

### Industria
La industria ucraniana tuvo sus bases en la industria mecánica, la metalúrgica, los combustibles y la industria alimenticia.
La RSS de Ucrania representó el 17.2 % de la electricidad de toda la Unión Soviética. En 1990, el 66.7 % de la electricidad era dada por las centrales térmicas, el 24.8 % de la energía nuclear y el 8.5 % de la energía hidroeléctrica.
En la producción de combustible en Ucrania era en total un 6.1 % y el 1/3 del presupuesto del Partido Comunista de la República Socialista Soviética de Ucrania estaba centrada en ella. Un 76.7 % estaba conformada en carbón, un 18.7 % en gas natural y un 3.8 % de aceite.
Los recursos minerales ucranianos también fueron muy importantes en la industria ucraniana siendo esta sus principales recursos el hierro (siendo Ucrania una de las regiones más importantes para su extracción), el manganeso, el mercurio, el plomo, el zinc, el titanio, el cobalto y el aluminio.
Las plantas de extracción de azufre, la sal de roca, el fósforo, la sal de potasa, el grafito y la fosforitas fueron muy importantes para la industria química. Los recursos de montaña como la tiza, la arcilla, el mármol, el yeso y el ámbar era importantes para los materiales de construcción soviéticos.
La metalúrgica fue una de las más importantes de la Unión Soviética. La ingeniería fue la más importante en la industria de Ucrania, y representaba el 30.5 % del PIB ucraniano, el más importante centro ingeniero era Járkov y en donde la industria se centró en la creación de tractores, transporte, minera, la construcción naval y la ingeniería agrícola.
La industria química incluía la producción de fertilizantes, ácido sulfúrico, soda, fibras químicas, colorantes, caucho y el carbonato de sodio. La participación de Ucrania en la Unión Soviética en la industria ingeniera era del 15.5 %.
La industria alimenticia de Ucrania era la segunda más importante de toda la Unión Soviética; representó el 61.9 % de la azúcar, del 32.8 % del aceite animal, el 21.9 % de la carne, el 25 % de alimentos enlatados, el 22.1 % de cerveza y el 19.2 % de productos lácteos.

### Agricultura
La agricultura representaba el 45 % del PIB de Ucrania. Los principales productos agrícolas eran los cereales, el trigo, la cebada, la remolacha azucarera, tabaco y la soja.
El cultivo de hortalizas se centró especialmente alrededor de las ciudades grandes y áreas industriales en donde se cultivaban tomates, repollo, cebollas, zanahorias, remolachas, rábano, perejil y berenjenas.
La ganadería tenía su rama más importante en la cría de animales en donde se producía el 44 % de la carne y el 71 % de la leche en el país. La cría de ovejas, cabras y bovinos eran los animales más importantes en la ganadería ucraniana.